# Acanthocoleus trigonus
Acanthocoleus trigonus là một loài Rêu trong họ Lejeuneaceae. Loài này được (Nees & Mont.) Gradst. mô tả khoa học đầu tiên năm 1992.